# السالسا (رقص)
السالسا، طريقة الرقص على موسيقى السالسا الأمريكية اللاتينية تطورت في الولايات المتحدة الأمريكية في منتصف السبعينات. تُعرف هذه الرقصة الزوجية بخطواتها الغزلية والمليئة بالحياة.

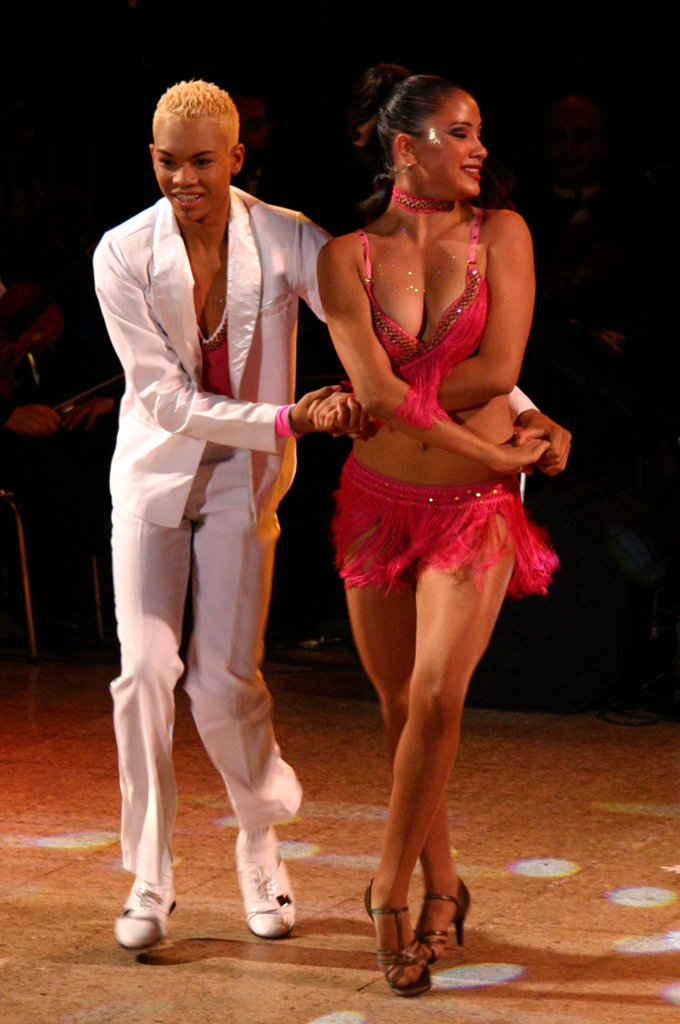
رقص السالسا في كالي, كولومبيا

## المنشأ
تعود جذور رقصة السالسا إلى كوبا، بورتوريكو وأمريكا اللاتينية. تطوّرت في بداية القرن العشرين في كوبا ما قبل الثورة، حيث اجتمعت هناك العناصر الموسيقية الإسبانية والأفريقية الكوبية من لحنٍ وآلات، وفي منتصف القرن انتقلت السالسا إلى هافانا وانكشفت على العالم الخارجي وتأثرت بالجاز الأميريكي وكل ما كان يُسمع على الراديو في تلك الفترة.
بحلول العام 1950 استقر الكثير من الكوبيين والبورتوريكيين في الولايات المتحدة وخاصة في نيويورك. وانتشرت الرقصة في نهاية المطاف في جميع العالم الغربي. ويستطيع الزوجان اللذان يؤدّيانها الظهور في نقطة واحدة على خشبة المسرح، ممّا يجعل التفاعل بينهما مثيرًا للاهتمام بشكل خاصّ. تتأثّر الخطوات بأنماط مختلفة، ومن بينها رقصة السون الكوبية، السوينغ، المامبو، ورقصة تشا تشا تشا.

## الطريقة
هناك الكثير من أنواع السالسا ولكن في معظمها يقوم الراقص بتحريك وزنه بأخذ خطواتٍ بينما يبقى القسم العلوي من الجسد متوازن وكأنه غير متأثر بالتحركات، تغيرات الوزن تحرك الوركين وتدمج معها تحركات الذراعين والكتفين.
نمط الكازينو الكوبي يتضمن تحركات كبيرة فوق مستوى الخاصرة من تحريك الكتفين للأعلى والأسفل وتوسيع وتضييق القفص الصدري.
يقوم الراقص الأول بالإشارة لشريكته باستخدام يديه، وفي وضعية فتح اليدين يقوم الراقصان بمسك واحدة أو كلتا يديهما خاصة في الحركات التي تتضمن الدورانات ووضع اليد خلف الظهر أو التحرك حول بعضهما البعض، في وضعية غلق اليدين يقوم الأول بوضع يده اليمنى على ظهر شريكته بينما تقوم هي بوضع يدها اليسرى على كتفه.
في السالسا الأمريكية اللاتينية الأصلية تتم حركة التقدم والتراجع بشكل معينيّ أو جانبيّ مع تغيير كل ثلاث خطوات.
في بعض أنواع السالسا مثل LA و New York style يبقى الراقصان في خط واحد مع عكس أماكنهما وفي الأنواع الأخرى مثل Cuban style يتحرك الراقصان بحركة دائرية وقد استُلهمت هذه الحركة من ال Cuban Son خاصةً على نغمات Son Montuno (نوع من أنواع الموسيقى الكوبية) التي نشأت عام 1920.
تسمى السالسا الحديثة تبعاً للمكان الجغرافي التي نشأت فيه، وما يميز الأنواع المختلفة عن بعضها هو التوقيت، الخطوات الأساسية، حركات القدمين والجسم، الوقفة، حركات الدوران ومؤثرات الرقص والطريقة التي يمسك الشريكين بعضهما البعض.